# Football Club Zbrojovka Brno 2008-2009
Questa voce raccoglie le informazioni riguardanti lo Zbrojovka Brno nelle competizioni ufficiali della stagione 2008-2009.

## Rosa
| N. |                      | Ruolo | Calciatore     |
| -- | -------------------- | ----- | -------------- |
| 1  | Rep. Ceca (bandiera) | P     | Martin Lejsal  |
| 2  | Rep. Ceca (bandiera) | D     | Miroslav Král  |
| 3  | Rep. Ceca (bandiera) | D     | Petr Čoupek    |
| 4  | Brasile (bandiera)   | D     | Lira           |
| 5  | Rep. Ceca (bandiera) | C     | Lukáš Mareček  |
| 6  | Rep. Ceca (bandiera) | C     | Martin Hanák   |
| 7  | Rep. Ceca (bandiera) | C     | Jan Urban      |
| 8  | Rep. Ceca (bandiera) | C     | Pavel Simr     |
| 9  | Rep. Ceca (bandiera) | C     | Tomáš Okleštěk |
| 10 | Rep. Ceca (bandiera) | D     | Libor Baláž    |
| 11 | Rep. Ceca (bandiera) | A     | Jaroslav Borák |
| 12 | Rep. Ceca (bandiera) | C     | Karel Večeřa   |
| 13 | Rep. Ceca (bandiera) | D     | Martin Živný   |
| 14 | Rep. Ceca (bandiera) | A     | Aleš Besta     |

| N. |                      | Ruolo | Calciatore             |
| -- | -------------------- | ----- | ---------------------- |
| 15 | Rep. Ceca (bandiera) | A     | Marek Střeštík         |
| 17 | Rep. Ceca (bandiera) | P     | Libor Hrdlička         |
| 18 | Rep. Ceca (bandiera) | D     | Martin Kuncl           |
| 19 | Rep. Ceca (bandiera) | A     | Pavel Vrána            |
| 20 | Rep. Ceca (bandiera) | P     | Tomáš Bureš            |
| 21 | Rep. Ceca (bandiera) | C     | Tomáš Polách           |
| 22 | Rep. Ceca (bandiera) | D     | Jan Trousil (capitano) |
| 23 | Rep. Ceca (bandiera) | A     | Josef Šural            |
| 25 | Rep. Ceca (bandiera) | C     | David Kalivoda         |
| 26 | Rep. Ceca (bandiera) | A     | Tomáš Došek            |
| 27 | Rep. Ceca (bandiera) | A     | Marek Heinz            |
| 29 | Rep. Ceca (bandiera) | D     | Josef Dvorník          |
| 30 | Rep. Ceca (bandiera) | D     | Martin Švejnoha        |